# Heure dorée

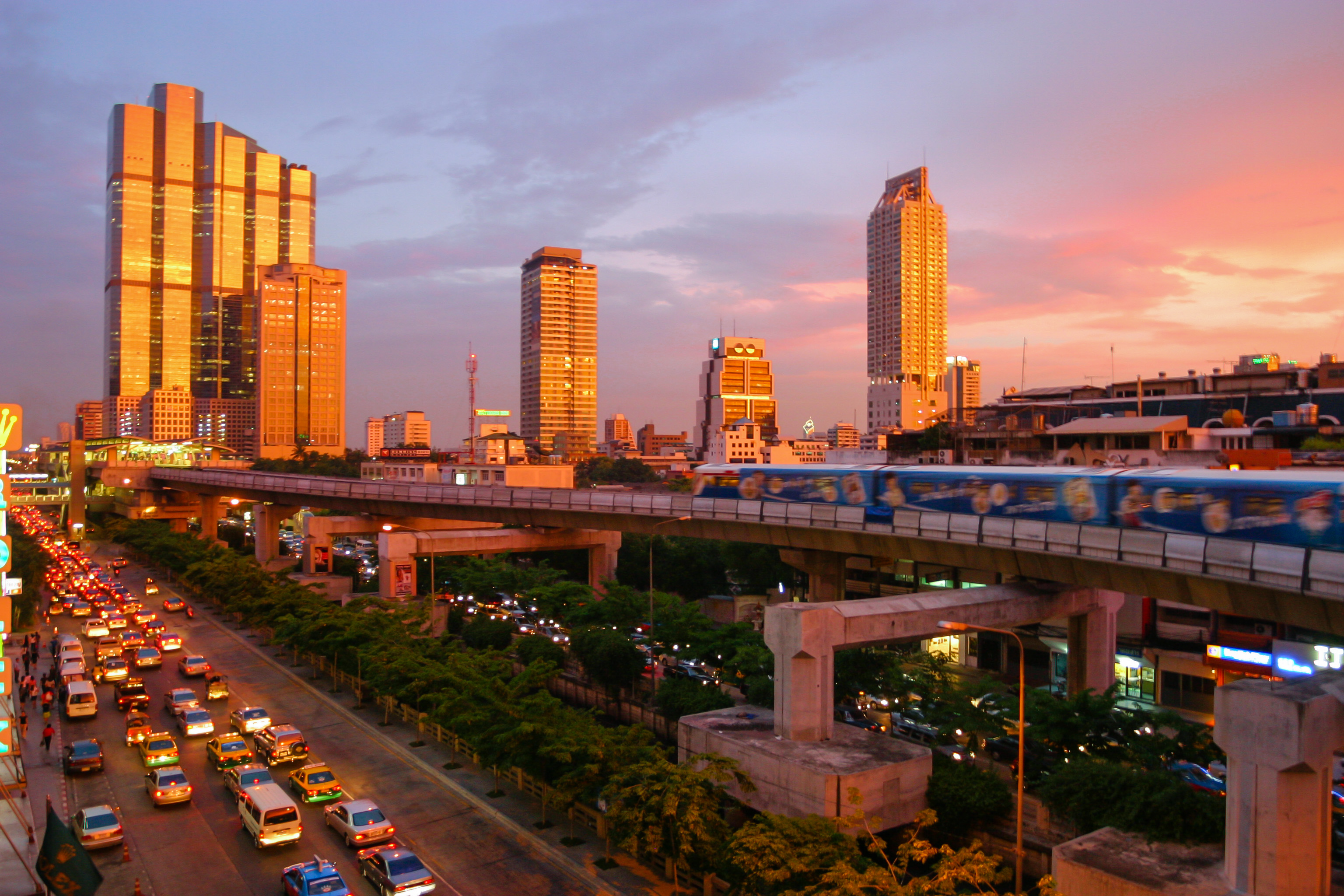
La ville de Bangkok durant l'heure dorée.

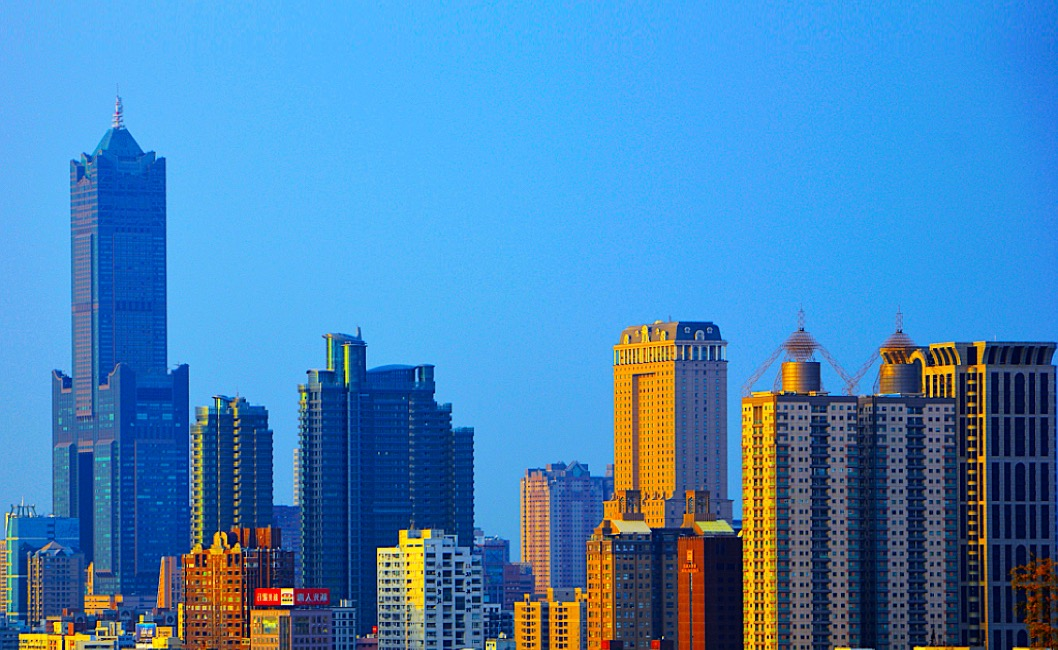
Kaohsiung,Taiwan l'heure dorée.

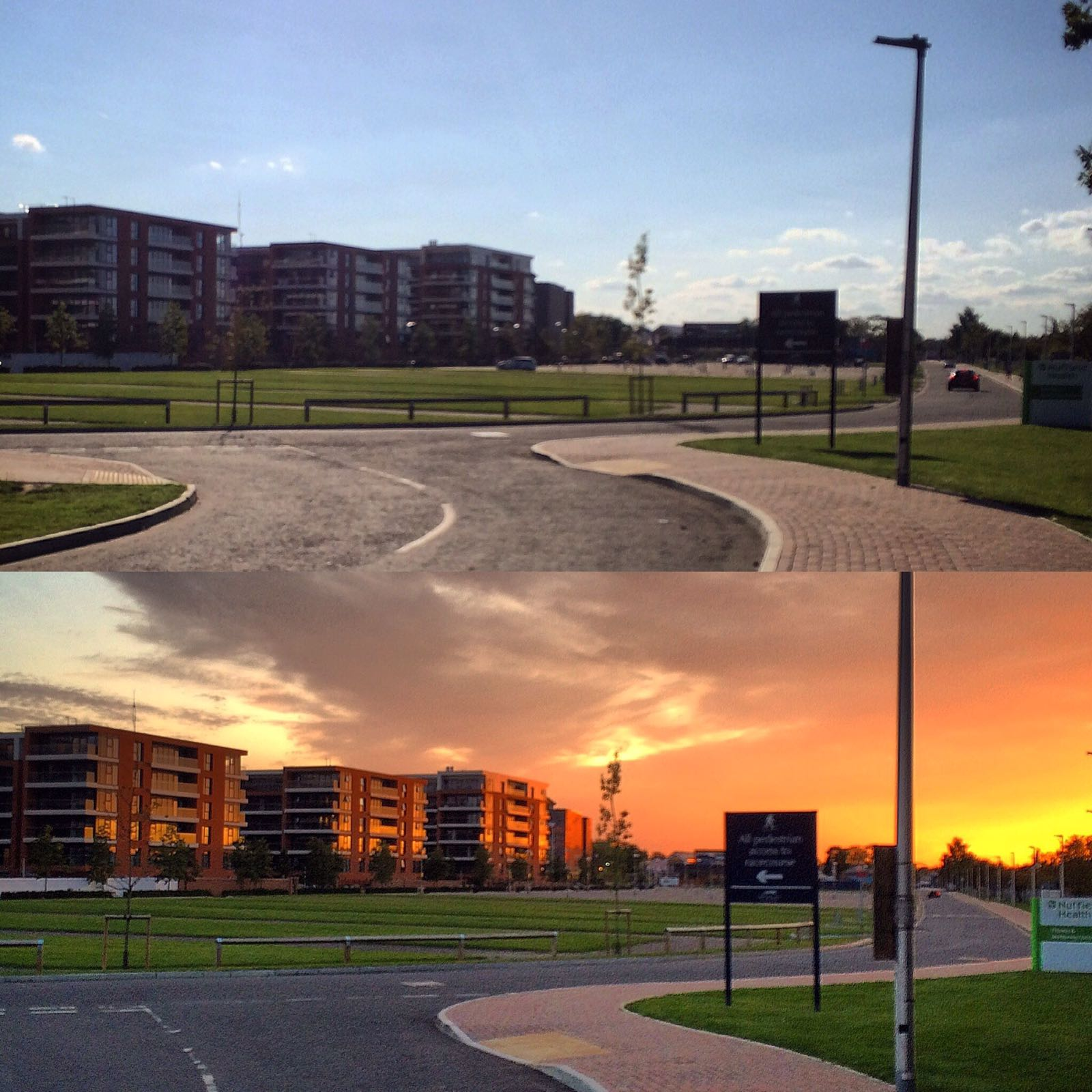
Comparaison entre la lumière du jour et l'heure dorée à l'hippodrome de Newbury.

Ne doit pas être confondu avec Heure d'or.
En photographie, l'heure dorée est la courte période suivant le lever de soleil ou précédant le coucher de soleil. Elle est particulièrement prisée des photographes et des vidéastes.